# Eriogonum rosense
Eriogonum rosense là một loài thực vật có hoa trong họ Rau răm. Loài này được A.Nelson & P.B.Kenn. mô tả khoa học đầu tiên năm 1906.